# Su-Mei Tse
Su-Mei Tse (Luxemburg-Stad, 1973) is een Luxemburgs muzikant en video- en installatiekunstenaar.

## Leven en werk
Su-Mei Tse werd geboren uit Chinees-Britse ouders, haar vader speelt is cellist, haar moeder pianist. Tse volgde opleidingen in de beeldende kunst en muziek. Ze studeerde kamermuziek aan het Conservatoire de Musique de la Ville de Luxembourg (tot 1992), bezocht het L'atelier de Sèvres (1992-1993) en studeerde klassieke cello aan het Conservatorium van Parijs (1993-1996). Ze behaalde een diploma textiel en drukkunst aan de École Nationale Supérieure des Arts Appliqués et des Métiers d'Art in Parijs (1996) en studeerde in 2000 af aan de Parijse École nationale supérieure des beaux-arts. Tse combineert in haar installaties muziek, fotografie, video en dans. Ze noemt muziek en geluid 'gereedschappen' om beelden te creëren en de boodschappen die ze wil delen op de meest natuurlijke manier uit te drukken.
Tse werd meerdere keren onderscheiden voor haar werk. In 2001 ontving ze de Prix d'art Robert Schuman, de internationale kunstprijs van de QuattroPole. Twee jaar later nam ze deel aan de Biënnale van Venetië en won een Gouden Leeuw voor het Luxemburgs paviljoen onder het thema '[E:r] conditionné' ('Air conditioned'). Ze toonde daarin de video-installaties Les balayeurs du désert, waarin straatvegers in de woestijn staan en zand op lichamen scheppen, en L'écho, waarin een cellist (Tse zelf) speelt voor een Alpenpanorama, wier muziek ritmisch wordt gemixt door de bezems. In een ander deel van het paviljoen had ze vergrote zandklokken (Personal Times) en een geluiddichte kamer opgesteld, geheel bekleed met gele schuimwiggen. De prijs bracht haar internationale erkenning. Tse was artist in residence in de Verenigde Staten bij het Isabella Stewart Gardner Museum in Boston en het Acadia Summer Art Program in Bar Harbor (2007), bij The Fabric Workshop in Philadelphia en het MIT Media Lab in Cambridge (2008). In 2015-2016 was ze artist in residence bij de Franse Academie in Villa Medici in Rome.
Su-Mei Tse werd in 2013 benoemd tot ridder in de Orde van Verdienste van het Groothertogdom Luxemburg.

## Onderscheidingen
- 2013 Ridder in de Orde van Verdienste van het Groothertogdom Luxemburg
- 2009 International Contemporary Art Prize (PIAC) van de Fondation Prince Pierre de Monaco
- 2006 SR-Medienkunstpreis van de Saarländischer Rundfunk
- 2005 Edward Steichen Award Luxemburg
- 2003 Gouden Leeuw op de Biënnale van Venetië
- 2001 Prix d'art Robert Schuman

- Gemeinsame Normdatei: 129608076
- International Standard Name Identifier: 0000 0000 7870 7461
- Library of Congress Control Number: no2008183403
- Musée national d'archéologie, d'histoire et d'art: lkl000310
- Nationale Bibliotheek van Tsjechië: js20060120098
- PIC: 389784
- RKD-Nederlands Instituut voor Kunstgeschiedenis: 224848
- SNAC: w6pg39jw
- Système universitaire de documentation: 134045920
- Union List of Artist Names: 500397257
- Virtual International Authority File: 35539590
- WorldCat: E39PBJpyq3BQ6WHK3fpR8PBgKd